# Vymezovací kroužky

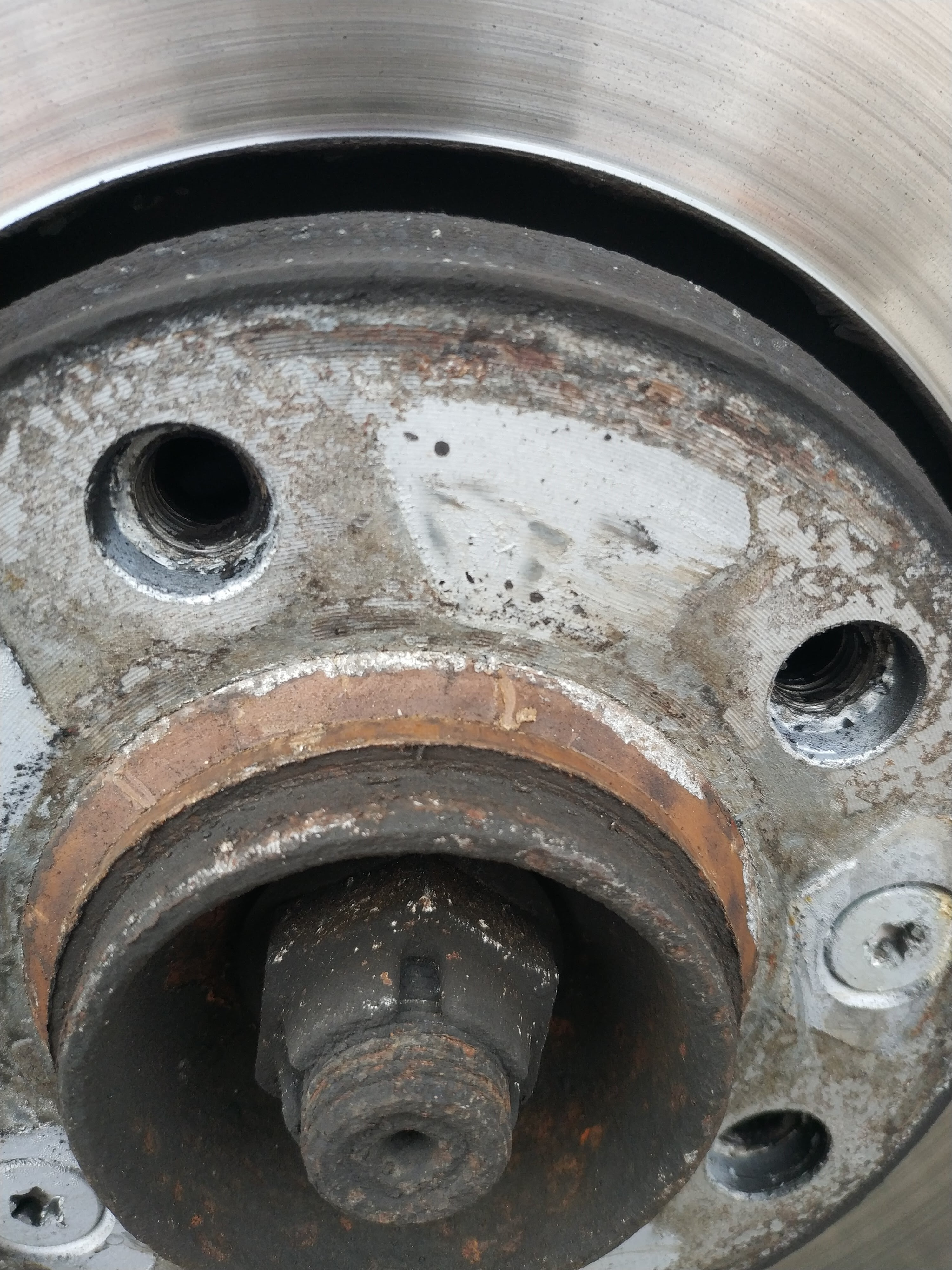
Vymezovací kroužek na náboji (rezavý)

Vymezovací (někdy také středící nebo centrovací) kroužky zajišťují přesné upevnění hliníkového kola na náboj brzdového kotouče automobilu. Vycentrování kol je tak stabilní i v případě vyšších rozdílů mezi průměrem alu kola a nábojem brzd. Díky tomu nedochází k vibracím volantu ani při vyšších rychlostech.
Vymezovací kroužky se vyrábí z plastu či kovu. Plastové kroužky nepodléhají korozi, a usnadňují tak manipulaci při jejich výměně. Obvykle se vyrábí ve velikostech 60,1–80 mm (vnější průměr) a 54,1–74,1 mm (vnitřní průměr). Kroužky lze upevnit na kotoučové i bubnové brzdy.